# ジャン・クレイナ
ジャン・T・クレイナ（Jan T. Kleyna）は、天文学の研究者で、ハワイ大学天文学研究所のポスドク天文学研究者である。彼の関心のある分野は、銀河のダイナミクスであり、彼は木星衛星などの移動物体リアルタイムで検出するためのコードの開発に取り組んできた。彼はまた、土星の衛星のいくつかを共同発見した。

## 参照資料
1. ↑  “UHNAI POSTDOCS”. 2010年12月8日閲覧。
2. ↑  “Planet Saturn - Moons of the Solar System”. 2011年1月28日時点のオリジナルよりアーカイブ。2010年12月8日閲覧。

| スタブアイコン | サブスタブ | この項目は、まだ閲覧者の調べものの参照としては役立たない、人物に関連した書きかけの項目です。この項目を加筆・訂正などしてくださる協力者を求めています（P:人物伝/PJ:人物伝）。 |